# Lammijärvi (Pajala socken, Norrbotten)
Lammijärvi är en sjö i Pajala kommun i Norrbotten och ingår i Torneälvens huvudavrinningsområde. Lammijärvi ligger i Vasikkavuoma Natura 2000-område.